# 세가지색 판타지
《세가지색 판타지》는 2017년 1월 26일부터 2017년 3월 23일까지 MBC에서 방영된 문화방송 초미니 드라마이다.

## 구성
| 제목 | 제목        | 방송 기간                                                                             | 주요 인물     |
| ---- | ----------- | ------------------------------------------------------------------------------------- | ------------- |
|      | 우주의 별이 | - 2017년 1월 24일 ~ 2017년 2월 7일 (네이버) - 2017년 1월 26일 ~ 2017년 2월 9일 (MBC)  | 수호 지우     |
|      | 생동성 연애 | - 2017년 2월 14일 ~ 2017년 2월 28일 (네이버) - 2017년 2월 16일 ~ 2017년 3월 2일 (MBC) | 윤시윤 조수향 |
|      | 반지의 여왕 | - 2017년 3월 7일 ~ 2017년 3월 21일 (네이버) - 2017년 3월 9일 ~ 2017년 3월 23일 (MBC)  | 김슬기 안효섭 |

## 제작
《세가지색 판타지》는 네이버와 MBC가 공동으로 100% 사전 제작되었으며, 세 가지 소재로 각 3부작씩(6회) 총 9부작으로 구성되어 있다.
《우주의 별이》는 김지현 감독이 극본과 연출을 맡았으며, 《원녀일기》로 제20회 아시안 TV어워즈(ATA)상 시상식에서 단편 드라마 부문 최우수상을 받은 바 있다.
《생동성 연애》는 박상훈 감독의 연출작이고, 극본은 작가 박은영과 박희권이 공동으로 집필했다. 작가 박은영은 드라마 《화랑》으로 알려져 있다.
《반지의 여왕》의 권성창 감독은 《한번 더 해피엔딩》으로 알려져 있으며, 《이혼변호사는 연애중》을 집필한 작가 김아정의 두 번째 작품이다.
드라마 첫 대본 리딩은 9월과 10월에 대한민국 상암동 MBC 방송국에서 공개되었다.

## 시청률
최저 시청률과 최고 시청률은 시청률 조사회사와 지역별로 시청률에 차이가 있을 수 있습니다.
| 회차        | 방송일          | AGB 시청률  | TNmS 시청률 |
| 우주의 별이 | 우주의 별이     | 우주의 별이 | 우주의 별이 |
| ----------- | --------------- | ----------- | ----------- |
| 1화         | 2017년 1월 26일 | 1.4%        | 2.1%        |
| 2화         | 2017년 1월 26일 | 1.0%        | 2.1%        |
| 3화         | 2017년 2월 2일  | 2.4%        | 1.7%        |
| 4화         | 2017년 2월 2일  | 1.5%        | 1.1%        |
| 5화         | 2017년 2월 9일  | 1.2%        | 1.3%        |
| 6화         | 2017년 2월 9일  | 1.0%        | 0.8%        |
| 평균 시청률 | 평균 시청률     | 1.4%        | 1.5%        |
|             |                 |             |             |
| 생동성 연애 |                 |             |             |
| 1화         | 2017년 2월 16일 | 2.1%        | 1.8%        |
| 2화         | 2017년 2월 16일 | 2.9%        | 1.9%        |
| 3화         | 2017년 2월 23일 | 1.8%        | 1.7%        |
| 4화         | 2017년 2월 23일 | 1.7%        | 2.0%        |
| 5화         | 2017년 3월 2일  | 1.4%        | 1.6%        |
| 6화         | 2017년 3월 2일  | 1.2%        | 1.2%        |
| 평균 시청률 | 평균 시청률     | 1.7%        | 1.9%        |
|             |                 |             |             |
| 반지의 여왕 |                 |             |             |
| 1화         | 2017년 3월 9일  | 1.9%        | 2.4%        |
| 2화         | 2017년 3월 9일  | 1.9%        | 2.1%        |
| 3화         | 2017년 3월 16일 | 1.6%        | 2.1%        |
| 4화         | 2017년 3월 16일 | 1.5%        | 1.8%        |
| 5화         | 2017년 3월 23일 | 2.4%        | 2.5%        |
| 6화         | 2017년 3월 23일 | 2.5%        | 2.4%        |
| 평균 시청률 | 평균 시청률     | 2.0%        | 2.2%        |

## 경쟁 프로그램
- 해피투게더 (KBS 2TV)
- 자기야 백년손님 (SBS TV)